# 比洛烏西夫卡 (新沃多拉加區)
49°37′26″N 35°44′41″E / 49.62389°N 35.74472°E
比洛烏西夫卡（烏克蘭語：Білоусівка）是位於烏克蘭東部的村莊，由哈爾科夫州别列斯京区的舊維里夫卡市鎮負責管轄。該村面積0.1平方公里，海拔高度184米，2001年人口82，人口密度每平方公里796.1人。